# 62식 기관총
62식 기관총(일본어: 62式7.62mm機関銃 로쿠쥬니시키 7.62mm 기칸쥬[*])은 일본 육상자위대의 분대지원화기이다.

## 특징
1 정 당 조달 가격은 약 200 만엔 (1985년 당시), 엔달러 환율이 250엔이었던 그 시대 달러 가치로 8,000달러였다. 2018년 현재 한화가치로는 1,200만원에 달하는 기관총이다. 프레스 가공 을 다용 한 것으로, 당시로서는 높은 생산성을 자랑했다. 총신 은 낮추고 손 (운반 손잡이)와 일체가되어 2.5 초에서 교환 가능하며, 강내는 내구성을 높이기위한 크롬 도금이되어있어 외주에는 총신의 과열을 줄이기 위해 냉각 핀을 갖춘다. 디자인도 64 식 7.62mm 소총 과 마찬가지로 일본인 의 체격을 고려한 것으로되어있다. 이들은 당시 미군에서 운용되고 있던 M60 기관총 보다 우수한 점이다 여겨진다. 작동 방식은 가스압 이용 식 ( 롱 스트로크 피스톤 식 )이며,規整子(레귤레이터)에 의해 가스 유입량을 조정하여 발사 속도를 변경할 수 있다.
볼트 폐쇄기구는 틸트 볼트 식 의 일종 인 '전단 요동 식 틸팅 볼트 폐쇄기구'라는 특수한기구를 채용하고있다.
수신기는 중량 경감을 위해 스틸 강판을 프레스 성형 가공하여 제작되었다. 단면이 사각형의 상자 형으로 리벳으로 조립되고있다.
사용 탄약 은 7.62x51mm NATO 탄 을 사용한다. 일반적으로 발사 약물을 감소시킨 감소 장탄을 사용하지만 통상 탄 사용 가능으로되어있다. 급탄은 미군과 NATO 제식 금속 분리 식 M13 링크 에 의해 이루어진다.
안전 장치는 방아쇠 부 우측 상단에 안전자를 앞으로 돌리면 안전 장치가 붙들把측에 반 회전 시키면 격발 위치가된다. 遊底포장은遊底덮개 래치를 총구 방향으로 누르면 열리지 만, 총알 의 장전은 덮개를 열지 않고도 가능하다.
양각대가 달려 있어서 엎드려 누워서 사격이 가능하다.

## 파생형
74식 차량용 기관총
장비용으로 쓰기 위해, 방아쇠를 M2 기관총과 같은 것으로 교체되었다. 분당 700~1000발로 발사속도가 빨라졌으며, 용도상 무게가 20.4kg나 되는 관계로 원활한 운용을 위해 74식 전차, 90식 전차, 87식 정찰기갑차, 일본 89식 보병전투차량에 장착하여 운용중에 있다. 총열 길이: 625 mm, 전체 길이: 1,085 mm

## 같이 보기
- M249 분대지원화기